# Abadía de Saint-Hilaire

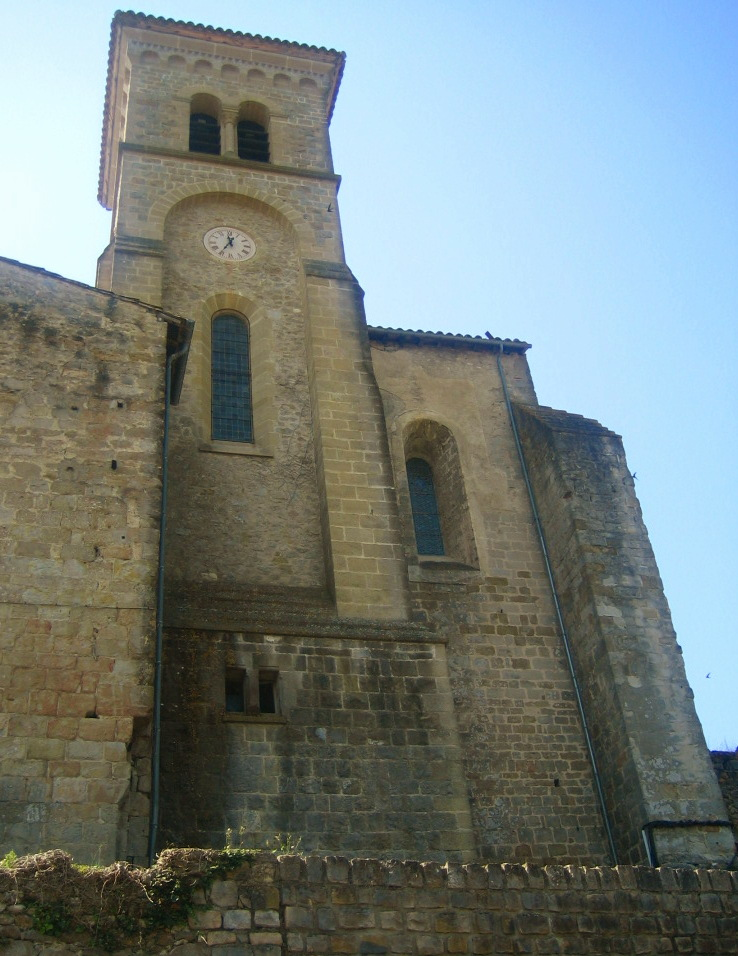
Vista del campanario de la abadía.

La abadía de Saint-Hilaire es una antigua abadía benedictina fortificada situada en Saint-Hilaire en el Aude (Francia), entre las localidades de Limoux y Carcasona en la zona del Carcassès. Fundada a finales del siglo VIII, en el X y por voluntad de los condes de Carcasona, la abadía fue dedicada a Saint Hilaire (San Hilario), primer obispo de Carcasona.
El monasterio fue próspero hasta el siglo XIII, pero las devastaciones a causa de la guerra de los Cien Años, la peste negra y los períodos de hambre incidieron negativamente en ella y propiciaron su declive. No obstante, la producción tradicional vinícola de la región y abadía derivó en que, el 1531, los monjes de Saint-Hilaire descubrieran el primer vino efervescente del mundo: el blanquette de Limoux.

## Historia

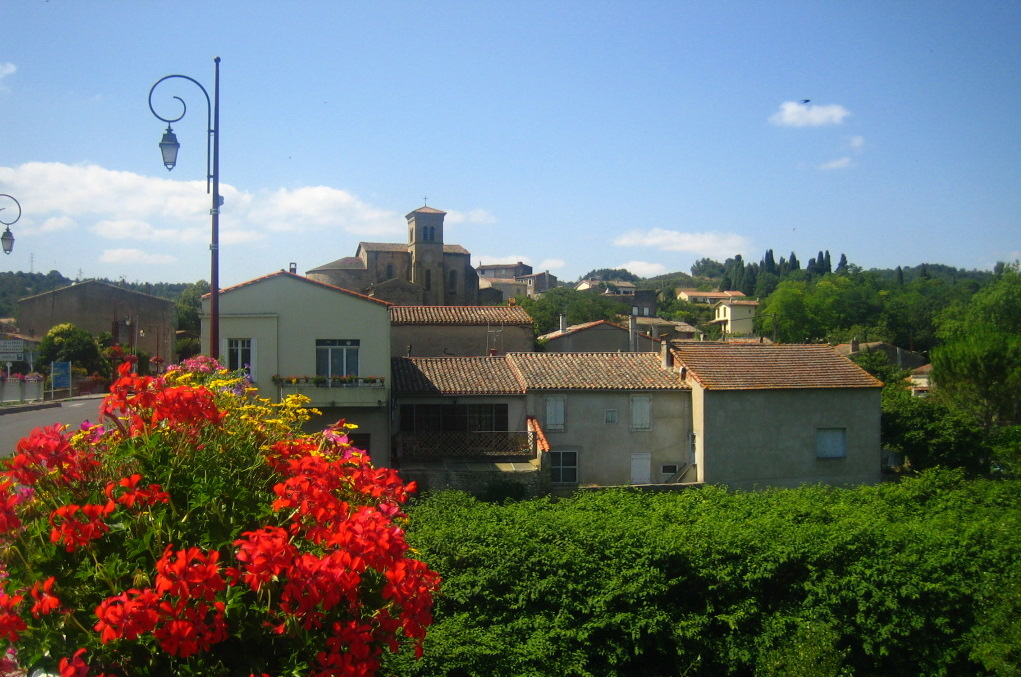
La abadía de Saint-Hilaire en el centro de la imagen, vista desde la zona norte de la localidad.

En el siglo VII, sobre una capilla construida en el siglo anterior bajo orden de Saint Hilaire, primer obispo de Carcasona que evangelizó la región del Carcassès, se edifica una iglesia, primer paso en lo que sería posteriormente la abadía mencionada por primera vez en el año 825, bajo advocación de Saint Sernin, primer obispo de Toulouse.
Un siglo más tarde, concretamente en el 22 de febrero del año 970, se descubren en ella los restos del primer obispo de Carcasona y constructor de la primera capilla. Los condes de Carcasona, Roger I y su esposa Adelaida de Gavaldà solicitan a la orden de San Benito que se conviertan en sus benefactores, una carta de Luis I el Piadoso autoriza a los monjes a elegir a su abad, a la vez que pasa a patrocinio de Saint Hilaire.

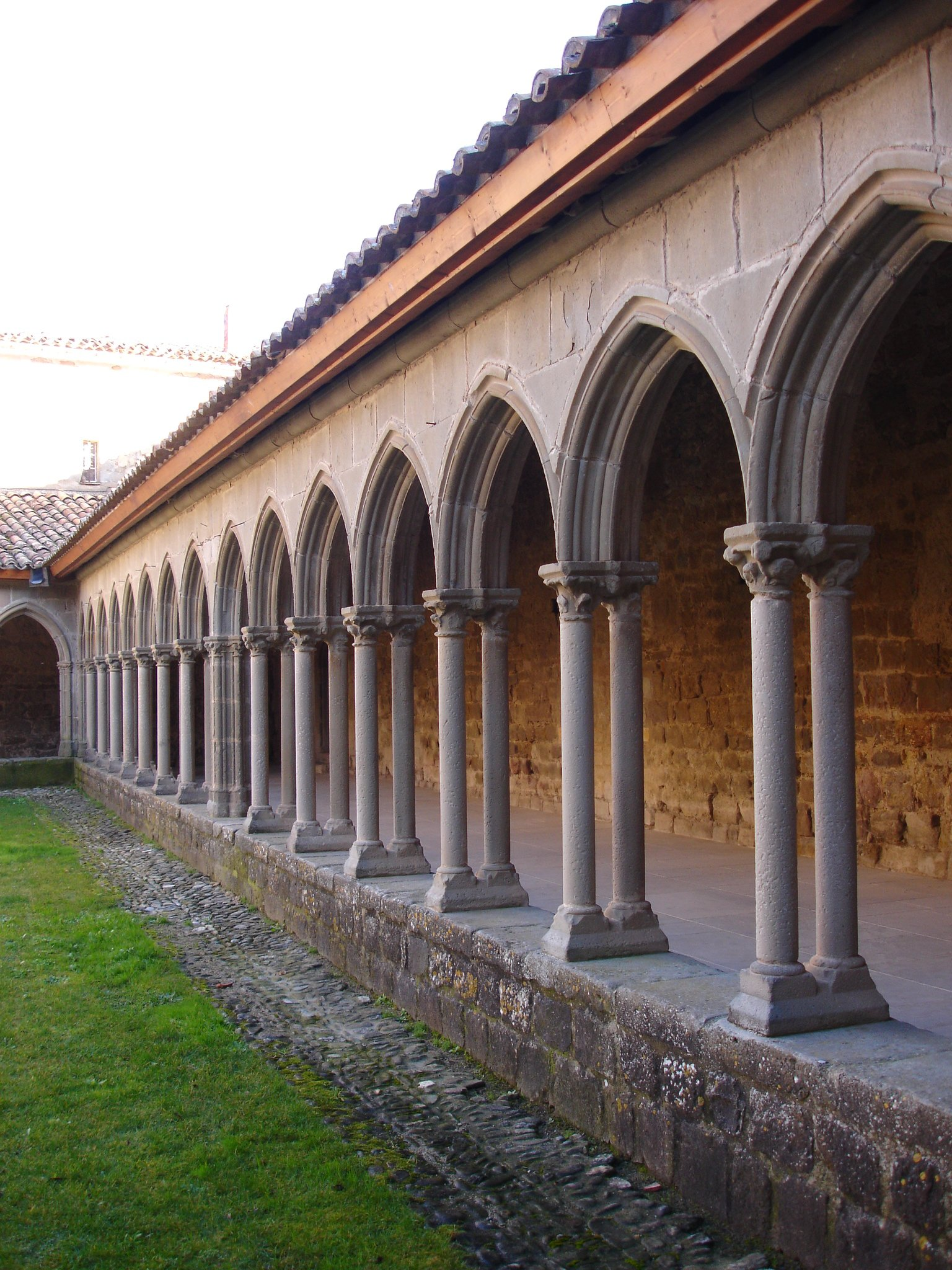
Claustro de la abadía.

Hasta el siglo XII, la Abadía se beneficia de la protección de los condes de Carcasona y numerosos miembros de la familia Trencavel son enterrados en ella. Paralelamente adquiere gran importancia en toda la región multiplicándose las donaciones. Durante la cruzada contra los albigenses, los monjes son acusados de herejía y entregados a los dominicos. El monasterio es devastado y donado, junto a sus tierras a la comunidad de hermanos predicadores del monasterio de Prouille hasta el año 1246, que el rey de Francia Luis IX interviene pidiendo al senescal de Carcasona devolver las tierras al abad de Saint- Hilaire. La abadía sufre las consecuencias de la devastación anterior y se hunde parte del crucero, siendo restaurado entre 1237 y 1260.
En la primera mitad del siglo XIV se construye el claustro pero inmediatamente empieza a sufrir etapas de dificultades económicas al no ser suficientes los ingresos para mantener a los 29 monjes que albergaba en ese momento, reduciéndose en el año 1344 el número a 20 por orden del obispado de Carcasona. Las dificultades se acrecentaron los siglos siguientes con las epidemias de peste y la guerra de los Cien años, que obliga a aumentar las fortificaciones comportando más gastos. Es durante este período que los monjes de Saint-Hilaire crearían el Blanquette de Limoux, en 1531, en las bodegas adjuntas de la abadía.
En el siglo XVI el monasterio se somete al in commendam, traspasando sus bienes a particulares, pero esto no soluciona la decadencia económica y, en 1758, el obispo de Carcasona dicta un decreto suprimiendo los oficios claustrales y plazas monacales, pasando a ser iglesia parroquial. A finales del siglo XVIII la abadía es vendida.

## Arquitectura
La iglesia abadial fue edificada en el siglo XII aunque no fue acabada, construyéndose un muro de piedra como fachada occidental. Consta de un ábside semicircular en el cual se encuentran tres vidrieras posiblemente del siglo XIX. La nave está constituida por tres vueltas de ojiva que datan del siglo XIII.